# Pseudandraca gracilis
Pseudandraca gracilis är en fjärilsart som beskrevs av Butler 1885. Pseudandraca gracilis ingår i släktet Pseudandraca och familjen silkesspinnare. Inga underarter finns listade i Catalogue of Life.